# مایکن پاپ
مایکن پاپ (انگلیسی: Maiken Pape؛ زادهٔ ۲۰ فوریهٔ ۱۹۷۸) بازیکن فوتبال و تنیس‌باز بازنشسته اهل دانمارک است.
از باشگاه‌هایی که در آن بازی کرده‌است می‌توان به باشگاه فوتبال بروندبی اشاره کرد.
وی همچنین در تیم ملی فوتبال زنان دانمارک بازی کرده‌است.